# Jean-Pierre Ponnelle

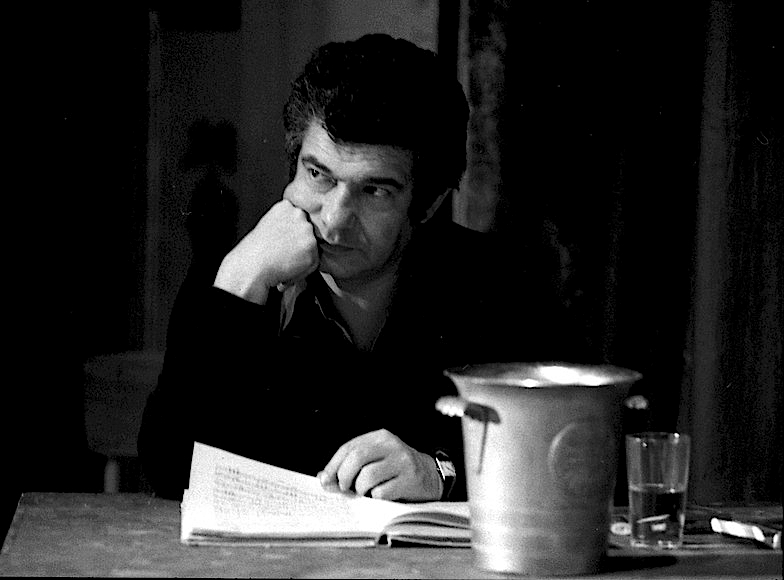
Jean-Pierre Ponnelle, 1980

Jean-Pierre Ponnelle (* 19. Februar 1932 in Paris; † 11. August 1988 in München) war ein französischer Theater- und Opernregisseur sowie Bühnen- und Kostümbildner. Seine über 300 Inszenierungen sowie seine zahlreichen Opernverfilmungen fanden international Anerkennung.

## Leben und Werk
Ponnelle wuchs in Beaune bei seinem Großvater auf, ehe die Familie 1945 nach Baden-Baden übersiedelte. Dort ging Ponnelle bis 1948 auf das französische Gymnasium in Oos und erhielt Musikunterricht von Hans Rosbaud. Zum Studium ging Ponnelle zunächst nach Straßburg, dann an die Sorbonne, wo er Philosophie, Literaturwissenschaft und Kunstgeschichte studierte und Zeichenstunden bei Fernand Léger nahm. Aus dieser Zeit datierte seine Freundschaft mit Hans Werner Henze, mit dem er mehrmals zusammenarbeitete, unter anderem an Henzes Oper Boulevard Solitude in Hannover, die 1952 Ponnelles Durchbruch als Bühnenbildner wurde. Im Folgenden arbeitete er an den Münchner Kammerspielen und am Schauspielhaus Düsseldorf, wo Karl-Heinz Stroux zu seinem Mentor wurde. International bekannt wurde Ponnelle 1958 durch sein Bühnenbild der Carmina Burana an der San Francisco Opera.
Im März 1959 wurde Ponnelle zum französischen Militärdienst eingezogen, der ihn für zwei Jahre nach Algerien führte. Da er pazifistisch eingestellt war, verzichtete er auf eine Nutzung der privilegierten Offizierslaufbahn, die ihm als Abiturienten offengestanden hätte. Der Dienst im Algerienkrieg wurde von zwei Malaufträgen unterbrochen: ein Fresko in der Turnhalle der Kaserne von Rabat und, auf Veranlassung von General Paul Vanuxem, ein Kreuzabnahme-Triptychon für die katholische Militärkapelle „Notre-Dame de la Paix“ in Baden-Oos. Das 265 × 657 Zentimeter große Bild befindet sich seit 1968 in der Militärkapelle von Évreux.
Nach seiner Rückkehr gab Ponnelle 1961 in Düsseldorf sein Regiedebüt mit Albert Camus’ Theaterstück Caligula. Zwei Jahre später folgte die erste Opernregie mit Richard Wagners Oper Tristan und Isolde an der Deutschen Oper am Rhein. In die oberrheinische Region wurde er wieder 1965 von seinem Freund Germain Muller zu einer Opernproduktion eingeladen. Dieser Inszenierung von Benjamin Brittens Sommernachtstraum sollten noch elf weitere Engagements in Straßburg folgen.
1968 feierte er mit Gioachino Rossinis Der Barbier von Sevilla mit Dirigent Claudio Abbado bei den Salzburger Festspielen den internationalen Durchbruch. 20 Jahre in Folge arbeitete er nun für diese Festspiele, wovon besonders seine Mozartzyklen hervorzuheben sind: Così fan tutte (1969, Dirigent Seiji Ozawa), Le nozze di Figaro (1972, Dirigent Herbert von Karajan), Don Giovanni (1977, Dirigent Karl Böhm), La clemenza di Tito (1976, Dirigent James Levine), Die Zauberflöte (1978, Dirigent James Levine) und Idomeneo (1983, Dirigent James Levine). Außerdem inszenierte Ponnelle in Salzburg Les contes d’Hoffmann (1980, Dirigent James Levine), und Moses und Aron (1987, Dirigent James Levine) und schuf die Ausstattung zu Il Sant’Alessio (1977).

Ende der 70er Jahre erarbeitete er zusammen mit Nikolaus Harnoncourt den Claudio-Monteverdi-Zyklus am Opernhaus Zürich, womit er eine neue Blüte der Barockoper entfachte. Wichtige Arbeiten Ponnelles entstanden auch an der Mailänder Teatro alla Scala – etwa 1973 La Cenerentola – sowie an der Wiener Staatsoper, dort beispielsweise 1971 Manon, 1985 Cavalleria rusticana / Pagliacci und 1987 L’italiana in Algeri (wurde auch in München gezeigt).

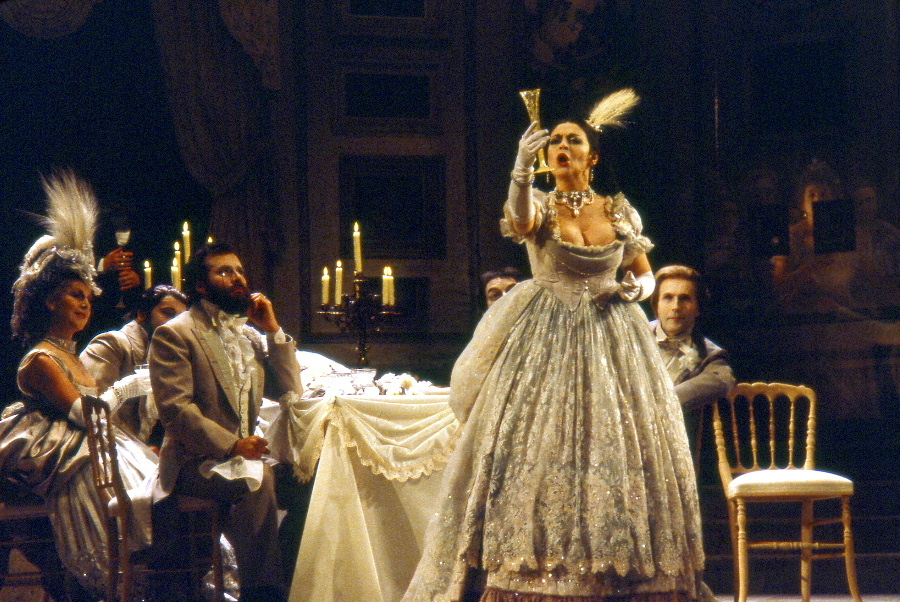
Catherine Malfitano, Traviata, 1980.

Für die Salzburger Festspiele entwickelte er die sogenannte Kinder-Zauberflöte: Dabei wurde nicht nur die Handlung der Mozart-Oper erklärt und dargestellt – Conferencier war Papageno –, sondern auch die Theaterarbeit erläutert, indem Ponnelle selbst auf der Bühne der Felsenreitschule als Regisseur auftrat. Als Schauspielregisseur war er auch später gelegentlich aktiv, etwa 1973 am Akademietheater in Wien mit Man spielt nicht mit der Liebe von Alfred de Musset (u. a. mit Paul Hörbiger).
Seit Anfang der 1970er Jahre produzierte Ponnelle mit Unterstützung von Leo Kirch zahlreiche Verfilmungen seiner Operninszenierungen. Besonders bekannt geworden sind die Verfilmungen der szenischen Werke Claudio Monteverdis, seiner Inszenierungen von Wolfgang Amadeus Mozarts Opern bei den Salzburger Festspielen und der Carmina Burana von Carl Orff, ausgezeichnet mit dem Regiepreis des Prix Italia.
Im Sommer 1988 fiel Ponnelle bei Proben in Tel Aviv in den ungesicherten Orchestergraben. Nur kurz darauf, am 11. August 1988, verstarb er in einem Münchner Krankenhaus. Sein Grabstein wurde von dem Bildhauer Ulrich Rückriem gestaltet, das Grab befindet sich auf dem Friedhof Père-Lachaise in Paris. Insgesamt schuf er über 300 Inszenierungen und Ausstattungen.
Sein Archiv befindet sich heute in der Berliner Akademie der Künste, Fotos sind im Bestand des Deutschen Theatermuseums in München.

## Privatleben und Familie
Ponnelle entstammte einer musischen Familie, Richard Strauss, Gustav Mahler, Karlheinz Stockhausen und Ginette Neveu gehörten zu Freunden der Familie. Sein Vater Pierre († 1977) war Weinhändler und Journalist, ab 1945 war er als Offizier für kulturelle Angelegenheiten am Aufbau des Südwestfunks in Baden-Baden beteiligt. Ponnelles Mutter Camille „Mia“ Reiter war eine ungarisch-tschechische Opern- und Operettensängerin. Die Familie besaß ein eigenes Weingut in Beaune.
1957 heiratete Ponnelle die Schauspielerin und Regisseurin Margit Saad, im selben Jahr wurde der gemeinsame Sohn Pierre-Dominique Ponnelle geboren. Mit Dagmar Friedrich, mit der er seit 1976 neben seiner Ehe liiert war, bekam er 1985 seinen zweiten Sohn Jean Philippe.
Jean-Pierre Danel ist Ponnelles Neffe.

## Mitgliedschaften
- 1977: Akademie der Bildenden Künste, München
- 1984: Akademie der Künste, Berlin

## Opernverfilmungen (Auswahl)
- (1972) Gioachino Rossini, Il barbiere di Siviglia – Dirigent: Claudio Abbado, Orchestra del Teatro alla Scala; Teresa Berganza, Hermann Prey, Luigi Alva, Enzo Dara, Paolo Montarsolo; Teatro alla Scala, Aufnahmen: Milano/Salzburg 1971/72. (Deutsche Grammophon, DVD 0440 073 40073).
- (1979) Claudio Monteverdi, Il ritorno d’Ulisse in patria – Dirigent: Nikolaus Harnoncourt, Concentus Musicus, Werner Hollweg, Trudeliese Schmidt, Francisco Araiza, Simon Estes, Opernhaus Zürich 1979. (Deutsche Grammophon, DVD 44007 34268).
- (1981) Richard Wagner, Tristan und Isolde – Dirigent: Daniel Barenboim, Orchester der Bayreuther Festspiele; René Kollo, Johanna Meier, Matti Salminen, Hermann Becht, Hanna Schwarz. Bayreuther Festspiele 1981. (Unitel 1981, Deutsche Grammophon DVD 44007 34321).
- (1982) Wolfgang Amadeus Mozart, Die Zauberflöte – Dirigent: James Levine, Wiener Philharmoniker; Ileana Cotrubaș, Edita Gruberová, Peter Schreier, Martti Talvela. Salzburger Festspiele 1982. (TDK, DVD 24121 00125).
- (1983) Giuseppe Verdi, Rigoletto – Dirigent: Riccardo Chailly, Wiener Philharmoniker; Edita Gruberová, Luciano Pavarotti, Ingvar Wixell. Opernfilm, Aufnahmen: Parma, Mantova & Sabbioneta 1983. (Deutsche Grammophon, DVD 0714019).
- (1985) Paul Hindemith, Cardillac – Dirigent: Wolfgang Sawallisch, Bayerisches Staatsoperchester; Donald McIntyre, Robert Schunk, Doris Soffel, Josef Hopferwieser. Bayerische Staatsoper 1985. (Deutsche Grammophon, DVD 00440 073 4324)
- (1986) Gioachino Rossini, L’italiana in Algeri – Dirigent: James Levine, The Metropolitan Opera Orchestra and Chorus; Marilyn Horne, Paolo Montarsolo. Metropolitan Opera New York 1986. (Deutsche Grammophon, DVD 0440 073 4261).
- (1988) Wolfgang Amadeus Mozart, Così fan tutte – Dirigent: Nikolaus Harnoncourt, Wiener Philharmoniker; Edita Gruberová, Teresa Stratas, Luis Lima, Ferruccio Furlanetto, Delores Ziegler, Paolo Montarsolo. Opernfilm, Aufnahmen: Bavaria Film- und Fernsehgesellschaft München. (Deutsche Grammophon 0440 073 4237).